# Лондонски зид
Лондонски зид је био одбрамбени зид који су Римљани изградили око Лондинијума, њиховог стратешки важног лучког града на реци Темзи у данашњем Лондону у Енглеској, а који је потом одржаван до 18. века.
То је сада име улице у лондонском Ситију која пролази дуж дела старог зида. Све до каснијег средњег века, зид је дефинисао границе Лондонског града.

## Римски зид
Иако се не зна тачан разлог градње зида, чини се да је зид изграђен крајем 2. или почетком 3. века. То је било око 80 година након изградње градске тврђаве 120. године, чији су северни и западни зид били задебљани и удвостручени по висини, чинећи део новог градског зида. Спајањем зидина утврђења зидови су добили препознатљив облик у северозападном делу града.
Зид је наставио да се развија до краја 4. века, чинећи га међу последњим великим грађевинским пројектима које су Римљани предузели пре одласка из Британије 410. године. Разлози за његову изградњу можда су били повезани са инвазијом од стране Пикта који су савладали Хадријанов зид 180-их година. Ово се може повезати са политичком кризом која се појавила крајем 2. века када је гувернер Британије Клодије Албин учвршћивао своју моћ након што је захтевао право наследства као римског цара. После борбе са својим ривалом, Септимијем Севером, Албин је поражен 197. године у бици код Лугдунума (близу Лиона, Француска). Економски подстицај који су пружали зид и Септимијеве наредне кампање у Шкотској побољшали су Лондинијумов финансијски просперитет почетком 3. века.
Врата зида подударала су се са нивоом британске мреже римских путева. Првобитна врата, у смеру казаљке на сату од Ludgate на западу до Aldgate, на истоку, су била: Ludgate, Newgate, Cripplegate, Bishopsgate и Aldgate. Aldersgate, између Newgate и Cripplegate, додата су око 350. године. (Врата Moorgate, у почетку само пролаз, изграђена су касније, у средњовековном периоду).
Дужина и величина зида учинили су га једним од највећих грађевинских пројеката у римској Британији. Завршени зид, који је имао капије, куле и одбрамбене јарке, изграђен је од камена који се вади у танким комадима, из Кента, који је баржом довожен из каменолома близу Мејдстона. Зид је био дугачак 3,2 км, обухватао је површину од око 130 ха. Био је широк 2,5 м до 3 м и висок до 6 м. Ров или јама испред спољног зида био дубок 2 м и широк до 5 м. Биле су најмање 22 куле распоређене около на растојању од око 64 м осим на источном делу зида.
Након што су крајем 3. века гусари Саси у неколико наврата извршили препад на Лондинијум, изградња додатног зида уз реку започела је 280. године, и поправке извршене око 390. Због недостатка доказа дуго се сумњало у постојање дела зида уз реку, али ископавања код Лондонског торња 1977. године показала су да је део унутрашњег застора између кула Lanthorne и Wakefield изворно био источни део римског речног зида. Зид на обали реке ограничавао је комерцијалне и друге облике приступа Темзи, па је можда одражавао и смањен ниво активности. Није јасно колико је дуго обални зид преживео, али постоје референце на његов део у близини пристаништа Queenhithe, у две повеље 889. и 898. године. Тренутно нема доказа о постримској рестаурацији, тако да преживели делови вероватно нису били део или важан део одбране много после римског периода.

## Пост-римска употреба
Пропашћу Западног римског царства, Лондинијум је престао да буде главни град Британије, мада се романско-британска култура наставила на подручју цркве St Martin-in-the-Fields све до око 450. Међутим, одбрана мора да је задржала нешто од своје бивше снаге, јер Англосаксонски анали наводе да су се Римски Британци повукли у Лондон након њиховог крвавог пораза у бици код Crayford-а, у Кенту од стране Хенгиста и Хорса, вођа саксонских освајача.
Од око 500. године, у истој области, мало западније од старог напуштеног римског града, развило се англосаксонско насеље познато као Англосаксонски Лондон. Отприлике 680. Лондон је оживео довољно да постане главна саксонска лука. Међутим, зид није одржаван и Лондон је постао жртва два успешна викиншка напада 851. и 886.
Године 886. краљ Весекса, Алфред Велики, формално се сложио са условима данског војсковође Гутрума, који се односе на подручје политичке и географске контроле стечене упадом Викинга. Унутар источног и северног дела Енглеске, са границом која се приближно простирала од Лондона до Честера, Скандинавци су основали Данелаг. Исте године, Англосаксонски анали су забележили да је Алфред „поново основао“ Лондон. Археолошка истраживања показују да је то подразумевало напуштање Англосаксонског Лондона и оживљавање живота и трговине унутар старих римских зидина. Ово је био део Алфредове политике изградње дубинске одбране Краљевине Весекс од Викинга, као и стварања офанзивне стратегије против Викинга који су контролисали Мершу.
Лондонске зидине су поправљане док је град полако растао до око 950. године када се урбана активност драматично повећала. Велика викиншка војска која је напала лондонску тврђаву поражена је 994.

## Средњовековни период
Од 11. века Лондон је био ван свих поређења највећи град у Енглеској. Вестминстерска опатија, коју је у романском стилу обновио краљ Едвард Исповедник, била је једна од највећих цркава у Европи. Винчестер је раније био главни град англосаксонске Енглеске, али од овог тренутка Лондон је постао главни форум за стране трговце и база за одбрану у време рата. По мишљењу Френка Стентона: „Имао је ресурсе и убрзано је развијао достојанство и политичку самосвест која одговара националном главном граду“.
Величина и значај Лондона довели су до поновног развоја одбране града. Током раног средњовековног периода - после Норманског освајања Енглеске - зидови су подвргнути значајним радовима који су укључивали утврђивање, додатне капије и нове куле и бастионе. Поред седам капија Градског зида и четири решетке, постојало је 13 водених врата на Темзи где се роба истоваривала са бродова. Ту спадају капије Billingsgate и Bridge Gate. Поред тога, постојале су капије само за пешаке као што су Tower Gate и врата на пролазу на Лондонској кули.
Даље средњовековно одбрамбено обележје била је обнова одбрамбеног јарка непосредно уз спољну страну зида. Чини се да је просечен 1213. године, с тим што је обновљени јарак био у облику слова V до дубине од 6 стопа и ширине између 9-15 стопа.
Могуће је да је пресек јарка преусмерио воде подземне реке која би иначе текла кроз град, а чини се да је сам зид деловао попут бране, делимично ометајући ток и стварајући мочварне услове на отвореном простору северно од зида.
Како је Лондон наставио да расте током средњовековног периода, урбани развој је растао и изван градских зидина. Ово проширење довело је до суфикса „споља“ и „унутра“ који означавају да ли је подручје града - и обично се примењује на округе - било изван или унутар Лондонског зида. Неки окрузи покривали су подручја која су била и унутар и изван зида. Архаично су коришћени и „Инфра“ (унутар) и „Екстра“ (изван), а изрази „интрамурал“ и „екстрамурал“  такође су корићени за описивање боравка у зидовима или изван њега.

## Средњовековне капије
Распоред римских и средњовековних зидина имао је дубок утицај на развој Лондона, чак до данашњих дана. Зидови су ограничавали раст града, а положај ограниченог броја капија и траса путева кроз њих обликовали су развој унутар зидина, и на много фундаменталнији начин, изван њих. Уз неколико изузетака, делови модерне путне мреже који воде ка некадашњим зидовима исти су као и они који су пролазили кроз некадашња средњовековна врата.

## Наслеђе
Границе лондонског града престале су да се поклапају са старим градским зидом како је град ширио своју јурисдикцију током средњовековног периода. Надлежност града проширила се према западу, прелазећи историјску западну границу првобитног насеља. Град је узео и друге области, наплатне рампе које су се налазиле одмах иза старог зида. То су били важни улази у град и њихова контрола била је од виталног значаја за одржавање посебних привилегија града у одређеним пословима.
Током Великог пожара у Лондону септембра 1666. године, уништен је готово сав средњовековни Лондонски град унутар зида. Седам капија Лондонског града, са много поправки и обнова током година, стајало је све док нису све срушене између 1760. и 1767. Радови на рушењу зидова настављени су и у 19. веку; међутим, велики делови зида уграђени су у друге структуре. Неке од уочљивих рушевина у граду оштећеном током бомбардовања у Другом светском рату биле су остаци градског зида Лондона.
Од зида је остало само неколико (мада значајних) фрагмената, од којих се неки могу видети у темељима музеја Лондона, у стамбеном комплексу Barbican Estate и око Тower Hill-а. Део зида у близини Лондонског музеја откривен је након разарања после ваздушног напада 29. децембра 1940. Још један видљиви део је у вртовима St Alphege, а други делови чине део зидова или темеља модерних зграда и видљиви су само унутар тих зграда. Један од највећих фрагмената зида коме се лако приступа, стоји непосредно испред подземне станице Тower Hill, а испред њега стоји реплика статуе цара Трајана. Постоји још један преживели део сачуван у подруму зграде на тргу America Square. Даље има остатака у подруму зграде суда Old Bailey.
Лондонски музеј је 1984. године поставио изложбу "шетња дуж зида" од Лондонског торња до музеја, користећи 23 панела. Један број њих је уништен у наредним годинама. У улици Noble, плоче су замењене плочама од стакла. Оне су били замишљене као прототип за нове панеле током читаве шетње, али нису извршене никакве даље замене.

## Савремени пут
Обележен је део руте којом је првобитно пролазио северни зид, мада се само грубо следи, путем који се такође зове Лондонски зид, на коме се налази Лондонски музеј. Ово поравнање резултат је обнове између 1957. и 1976. Пре овога, пут Лондонски зид је био ужи, и протезао се иза линије Градског зида читавом дужином.
Зидни шанац чини улицу Houndsditch (псећи јарак). Ово је некада било главно лондонско одлагалиште смећа и било је познато по свом застрашујућем мирису; његово име, према историчару из 16. века Џону Стоу, потиче „од оног у старо време, када је јарак био отворен, и где се одлагало ђубре из града, посебно мртви пси“. Јарак је коначно прекривен и напуњен крајем 16. века, постајући траса поменуте улице.
| Локација                 | Координате                                           |
| ------------------------ | ---------------------------------------------------- |
| Лондонски музеј          | 51° 31′ 03″ N 0° 05′ 49″ W / 51.51750° С; 0.09694° З |
| Barbican                 | 51° 31′ 07″ N 0° 05′ 40″ W / 51.51861° С; 0.09444° З |
| Лондонски зид            | 51° 31′ 04″ N 0° 05′ 43″ W / 51.51778° С; 0.09528° З |
| Вртови <i>St Alphege</i> | 51° 31′ 05″ N 0° 05′ 33″ W / 51.51806° С; 0.09250° З |
| Cooper's Row             | 51° 30′ 38″ N 0° 04′ 34″ W / 51.51056° С; 0.07611° З |
| Tower Hill               | 51° 30′ 36″ N 0° 04′ 33″ W / 51.51000° С; 0.07583° З |